# Moli mala
Moli mala prvi je studijski album hrvatskog pjevača Marka Perkovića Thompsona. Album je 1992. godine objavila diskografska kuća Croatia Records.
Album je polučio uspješnice "Zmija me za srce ugrizla" i "Grkinja", uz obradu pjesme "Bojna Čavoglave".

## Popis pjesama
| Br. | Skladba                         | Tekstopisac             | Trajanje |
| --- | ------------------------------- | ----------------------- | -------- |
| 1.  | »Zmija me za srce ugrizla«      | Ž. Dundić, K. Crnogorac | 3:03     |
| 2.  | »Grkinja«                       | Z. Runjić               | 2:50     |
| 3.  | »Potonut ću (duet s Magazinom)« | T. Huljić, V. Huljić    | 3:50     |
| 4.  | »Naša prva noć«                 | Marko Perković          | 4:05     |
| 5.  | »Anđelina«                      | Marko Perković          | 3:30     |
| 6.  | »Na ples (duet s Magazinom)«    | Marko Perković          | 3:35     |
| 7.  | »Moli mala«                     | Marko Perković          | 5:00     |
| 8.  | »Jer, Hrvati smo«               | Marko Perković          | 4:05     |
| 9.  | »Bojna Čavoglave (Remix)«       | Marko Perković          | 3:55     |
| 10. | »Varala se mala«                | Marko Perković          | 3:20     |
| 11. | »Ela«                           | Marko Perković          | 3:25     |
| 12. | »Smišnica«                      | Marko Perković          | 2:55     |
| 13. | »Budi uz mene«                  | Marko Perković          | 3:30     |
| 14. | »Ja ću poći ove noći«           | Marko Perković          | 4:55     |